# Vladimir Maksimov (écrivain)
Pour les articles homonymes, voir Vladimir Maksimov.

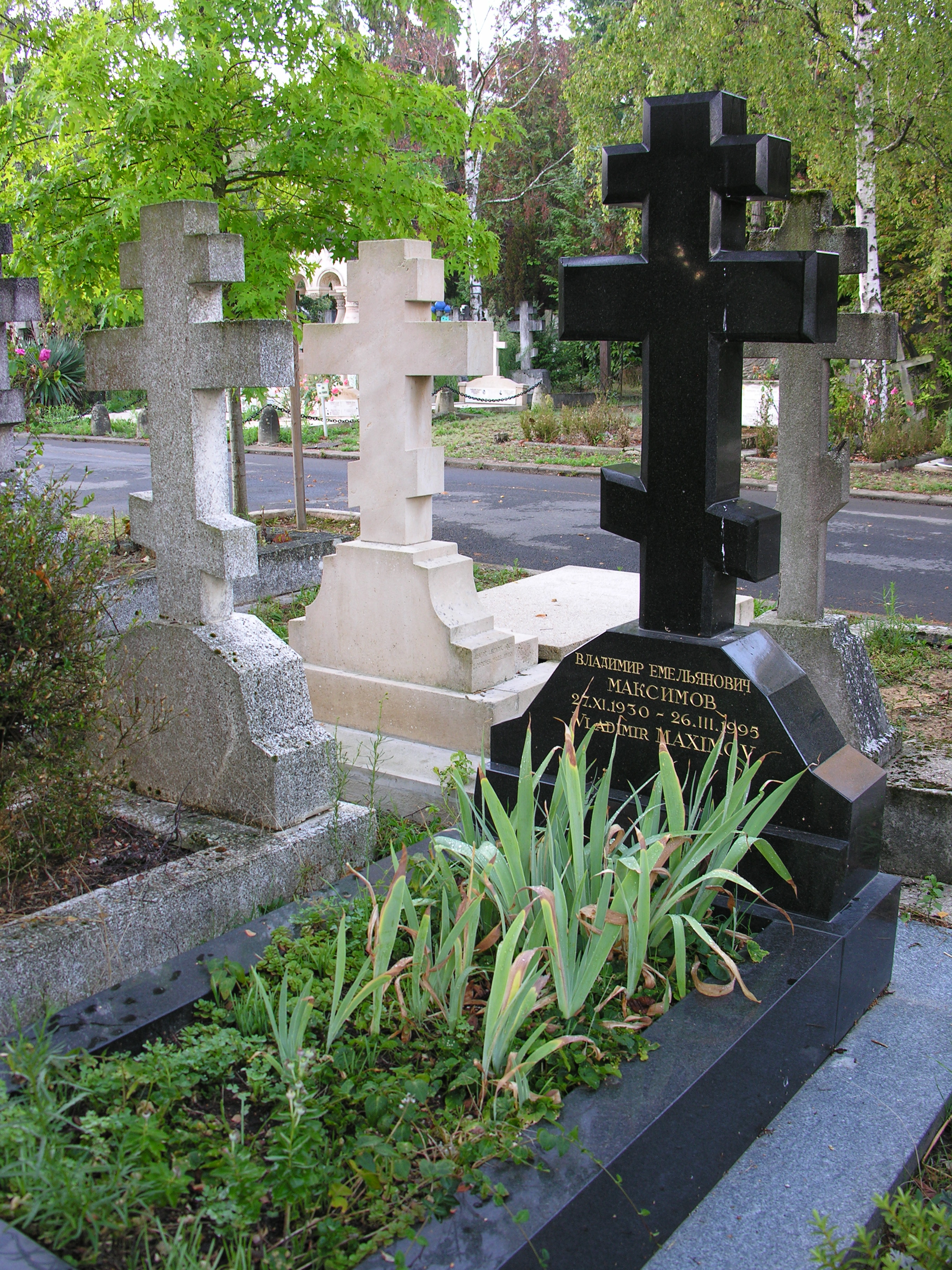
Vue de la sépulture.

Vladimir Yemelyanovich Maksimov (russe : Владимир Емельянович Максимов, né Lev Alekseyevich Samsonov, Лев Алексеевич Самсонов ; 27 novembre 1930 - 26 mars 1995) est un écrivain, publiciste, essayiste et rédacteur en chef soviétique russe, l'une des figures de proue du mouvement dissident soviétique et post-soviétique à l'étranger.

## Biographie
Né à Moscou dans une famille ouvrière, Lev Samsonov passe une enfance malheureuse dans et hors des orphelinats et des colonies après que son père ait été poursuivi en 1937 lors de la purge anti-trotskyste. Il va en Sibérie pour y voyager sous un faux nom, Vladimir Maksimov (qui deviendra plus tard son pseudonyme), passe du temps dans les prisons et les camps de travail, puis travaille comme maçon et ouvrier du bâtiment. En 1951, il s'installe dans l'une des stanitsas du Kouban et commence à écrire des nouvelles et des poèmes pour les journaux locaux. Son premier livre Pokolenye na chasakh (Génération à l'affût ) sort à Tcherkessk en 1956,.
En 1956, Maksimov retourne à Moscou et publie, entre autres pièces, le court roman My obzhivayem zemlyu (Nous exploitons la terre, 1961) racontant l'histoire des hobos sibériens, des hommes courageux mais profondément troublés, essayant de trouver chacun sa propre façon de s'installer. dans la réalité soviétique hostile. Il est suivi par Zhiv chelovek (L'homme est vivant). Le premier attire l'attention de Konstantin Paustovsky qui l'inclus dans son almanac Pages from Tarusa. Le deuxième est supporté par Vsevolod Kochetov qui en 1962 le publie dans Oktyabr, dont il est alors responsable. Il est salué par le public et la critique et est produit en 1965 par le théâtre dramatique Pouchkine de Moscou. En 1963, Maksimov devient membre de l'Union des écrivains soviétiques et au milieu des années 1960, il rejoint le personnel du magazine Oktyabr. Pendant ce temps, cependant, sa production littéraire devient de plus en plus dure, plus sombre et plus pessimiste.
Deux des romans du début des années 1970 de Maksimov, Sem dney tvorenya (Sept jours de création, 1971) et The Quarantin (1973) se révèlent être le tournant de sa carrière. D'une part, rétrospectivement, ils marquent le point culminant de sa créativité. De l'autre, imprégnés du désir des idéaux chrétiens et sceptiques quant à la viabilité de la morale communiste, tous deux vont à l'encontre des normes et des critères du réalisme socialiste. Ils sont rejetés par tous les éditeurs soviétiques, sont publiés par Samizdat, sont officiellement interdits et ont causé de problèmes à leur auteur. En juin 1973, il est expulsé de l'Union des écrivains et passe plusieurs mois dans un service psychiatrique. En 1974, Maksimov quitte le pays pour s'installer à Paris et, en octobre 1975, est déchu de la citoyenneté soviétique.
En 1974, Maksimov lance le magazine littéraire, politique et religieux Kontinent pour reprendre ce que beaucoup considèrent comme la tradition fondée sur Alexandre Hertzen de soutenir la littérature russe en exil. Il devient le point central de la vie intellectuelle russe en Europe occidentale, attirant des auteurs aussi divers qu'Alexandre Soljenitsyne, Alexandre Galitch, Viktor Nekrasov, Joseph Brodsky et Andrey Sakharov, ce dernier décrivant Maksimov comme un «homme d'une honnêteté sans faille». Maksimov reste rédacteur en chef du magazine jusqu'en 1992, date à laquelle, lors d'une de ses visites à Moscou, il le transfère en Russie. Il est également le chef du comité exécutif de l'organisation anticommuniste internationale Resistance International.
Parmi les œuvres les plus connues de Maksimov écrites en France figurent les romans Kovcheg dlya nezvanykh (L'Arc pour les non-invités, 1976), racontant l'histoire du développement soviétique des îles Kouriles après la Seconde Guerre mondiale, une dilogie autobiographique Proshchanye iz niotkuda (Adieu de nulle part, 1974-1982), et Zaglyanut v bezdnu (Regarder dans les abysses, 1986), ce dernier ayant pour thème la vie romantique d'Alexandre Koltchak. Tous trois basés sur des documents historiques, ils dépeignent le bolchevisme comme une doctrine de la cruauté, de l'amoralité et du volontarisme politique. Il est l'auteur de plusieurs pièces de théâtre sur la vie des Russes en émigration, parmi lesquelles Qui a peur de Ray Bradbury? (Кто боится Рэя Брэдбери?, 1988), Berlin au bout de la nuit (Берлин на исходе ночи, 1991) et Là, sur le fleuve ... (Там, за рекой, 1991).
Le changement radical de la situation politique dans son pays natal et la chute de l'Union soviétique n'impressionnent pas Maksimov. Il passe à la critique du nouveau régime russe et, tout en étant encore un anticommuniste convaincu, commence à publier des critiques visant les réformes libérales de Egor Gaidar dans la Pravda communiste, au grand mépris de certains de ses amis.
Vladimir Maksimov meurt d'un cancer le 26 mars 1995, à Paris. Il est inhumé au cimetière russe de Sainte-Geneviève-des-Bois,.

## Postérité
"Maksimov était une prose déséquilibrée et dure, avec des paramètres et des modes temporels en constante évolution, des histoires de vie humaine et leurs détails se complétant, augmentant le récit dans des proportions épiques et englobantes. [Sa force réside] dans le pouvoir d'un styliste original et naturel, qui lui permet de voir clairement dans les couches inférieures de la société soviétique (qu'il connaissait péniblement bien de sa propre expérience), ainsi que le sens de la responsabilité morale d'un écrivain patriote" décrit Wolfgang Kasack, historien littéraire.
La position morale élevée de Maksimov, le faisant souvent passer pour un moralisateur didactique, son réalisme dur et sa tendance idéologique (avec sa grande sympathie pour les "opprimés'', le rejet de la notion de "succès ' et la haine pour ceux "d'en haut" a incité certains critiques à reconnaître son héritage comme un amalgame des traditions littéraires de Fyodor Dostoyevsky et Maxim Gorky. Le point majeur de Maksimov a toujours été de mettre en évidence l'hypocrisie des idéologies, d'abord soviétiques, puis post-soviétiques, ainsi que l'ensemble des valeurs «démocratiques» occidentales. Selon Krugosvet, "certains le voyaient même comme une sorte de nouveau Protopope Avvakum avec son idée de se battre pour la Russie, comme étant continuellement menacé par l'odieuse civilisation occidentale".
En 1979, les œuvres de Maksimov sont publiées à Francfort par les éditions Posev. Le Maksimov complet en 9 volumes sort via les éditeurs Terra de Moscou en 1991–1993.